# Църно Боци
 Тази статия е за селото в Северна Македония.  За селото в Горни Дебър, Албания вижте Обоки.  
Църно Боци или Църни Обоци (на македонска литературна норма: Црно Боци; на албански: Cërno Boci) е село в Северна Македония, в Община Вапа (Център Жупа).

## География
Селото е разположено в областта Жупа в северозападните склонове на планината Стогово.

## История
В XIX век Църно Боци е помашко село в Дебърска каза на Османската империя. В „Етнография на вилаетите Адрианопол, Монастир и Салоника“, издадена в Константинопол в 1878 година и отразяваща статистиката на населението от 1873 година, Църна Бука (Tzerna Bouca) е посочено като село с 15 домакинства, като жителите му са 34 помаци.
Според статистиката на Васил Кънчов („Македония. Етнография и статистика“) в 1900 Църни Обоци има 84 жители българи християни и 350 българи мохамедани.
Според преброяването от 2002 година селото има 40 жители турци.